# Coppa del Mondo juniores di slittino su pista naturale
La Coppa del Mondo juniores di slittino su pista naturale è una competizione annuale che si svolge da dicembre (o gennaio) a febbraio. Le gare sono organizzate dalla FIL. La prima edizione della Coppa del Mondo risale alla stagione 2014/2015. A livello juniores la coppa del mondo ha preso il posto della precedente coppa Europa. Attualmente la stagione di Coppa del Mondo si disputa solitamente su quattro tracciati.  Come nella Coppa su pista artificiale il leader della classifica corre con una pettorina gialla. La Coppa del Mondo assegna i titoli di singolo maschile, singolo femminile, doppio (che può essere composto da ambosessi).

## Singolo uomini
| Stagione  | Primo                      | Secondo                    | Terzo                           |
| --------- | -------------------------- | -------------------------- | ------------------------------- |
| 2014/2015 | Thomas Unterholzer Italia  | Dominik Kirchmair Austria  | Lukas Gasser Italia             |
| 2015/2016 | Jack Leslie Nuova Zelanda  | Fabian Achenrainer Austria | Philip Haselrieder Italia       |
| 2016/2017 | Fabian Achenrainer Austria | Florian Markt Austria      | Jack Leslie Nuova Zelanda       |
| 2017/2018 | Fabian Achenrainer Austria | Florian Markt Austria      | Laurin Jakob Kompatscher Italia |

## Singolo donne
| Stagione  | Prima                     | Seconda                     | Terza                     |
| --------- | ------------------------- | --------------------------- | ------------------------- |
| 2014/2015 | Alexandra Pfattner Italia | Greta Oberrauch Italia      | Mara Pfeifer Italia       |
| 2015/2016 | Theresa Maurer Germania   | Alexandra Pfattner Italia   | Daniela Mittermair Italia |
| 2016/2017 | Daniela Mittermair Italia | Camilla Singer Italia       | Nadine Staffler Italia    |
| 2017/2018 | Nadine Staffler Italia    | Christa Unterholzner Italia | Lisa Walch Germania       |

## Doppio
| Stagione  | Primi                                             | Secondi                                        | Terzi                                          |
| --------- | ------------------------------------------------- | ---------------------------------------------- | ---------------------------------------------- |
| 2014/2015 | Armin Folie Italia Elias Gruber Italia            | Giovanni Salvadori Italia Manuel Gaio Italia   | Alexey Martyanov Russia Nikita Tarasov Russia  |
| 2015/2016 | Rafal Zsuwal Polonia Pawel Spratek Polonia        | Josef Limmer Germania Florian Limmer Germania  | Manuel Gaio Italia Nicolò Debertolis Italia    |
| 2016/2017 | Fabian Achenrainer Austria Miguel Brugger Austria | Manuel Gaio Italia Nicolò Debertolis Italia    | Kiril Kravchuk Russia Alexandr Zyrianov Russia |
| 2017/2018 | Fabian Achenrainer Austria Miguel Brugger Austria | Kiril Kravchuk Russia Alexandr Zyrianov Russia | Josef Limmer Germania Simon Dietz Germania     |